# Étival-Clairefontaine
Étival-Clairefontaine er en by og kommune i departementet Vosges i Lorraine-regionen i Frankrig, og hvis befolkning udgør cirka 2400 indbyggere. Papirfabrikkerne i Clairefontaine er placeret i denne by.
- Wikimedia Commons har flere filer relateret til Étival-Clairefontaine